# ヴァシリス・ツァブロプーロス
ヴァシリス・ツァブロプーロス（英語: Vassilis Tsabropoulos、ギリシア語: :Βασίλης Τσαμπρόπουλος、1966年2月7日 - ）は、ギリシャ・アテネ出身のピアニストで指揮者、作曲者。

## 略歴
1966年、ギリシャ・アテネ生まれ。クラシック音楽においてピアノや作曲学を学ぶ。ベートーヴェンやプロコフィエフ、及び自作曲をリサイタルで演奏している。交響楽団との共演も多く、自身も指揮をとることもある。
1990年にファースト・ソロ作を発表。1990年代にアリルド・アンデルセンとの共演を経て、ドイツ、ECMレーベルの総帥、マンフレート・アイヒャーとの知遇を得る。1999年にECMからの第一弾アルバム『アヒラナ』を録音。『Akroasis』はビザンティン聖歌を基にしたソロ・ピアノ作。『聖歌、讃歌、舞踊』はチェリスト、アニャ・レヒナーとの共作で、主にゲオルギイ・グルジエフの楽曲を録音している。ECMからは他数作発表している。

## ディスコグラフィ

### アルバム
- Skyscape (1990年、Utopia)
- Images (1992年、Lyra)
- Mussorgsky: Pictures at an Exhibition (1997年)
- 『アヒラナ』 - Achirana (2000年、ECM) ※with アリルド・アンデルセン、ジョン・マーシャル
- Live in Cremona (2002年)
- Akroasis (2003年、ECM)
- 『ザ・トライアングル』 - The Triangle (2004年、ECM) ※with アリルド・アンデルセン、ジョン・マーシャル
- 『聖歌、讃歌、舞踊』 - Chants, Hymns and Dances (2004年、ECM) ※with アニャ・レヒナー
- Melos (2008年、ECM) ※with アニャ・レヒナー、U.T. ガンディー
- 『ザ・プロミス』 - The Promise (2009年、ECM)
- Eleison (2016年、MSO) ※with ネクタリア・カランツィ
- Tsabropoulos in concert (2017年、MSO) ※ベートーヴェン、シューマンのピアノ曲集